# Nemzeti Közszolgálati Egyetem

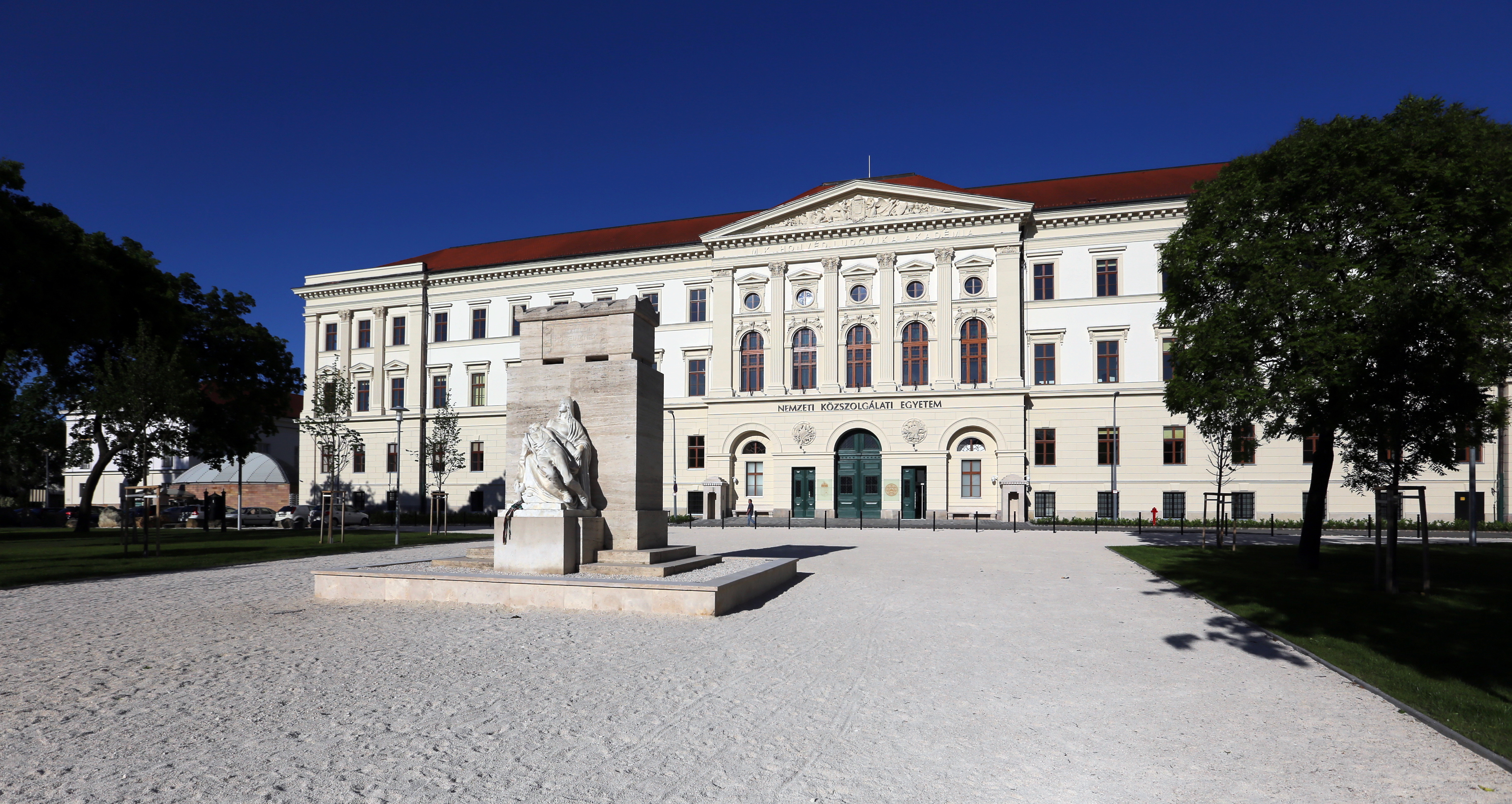
Ludovika Campus

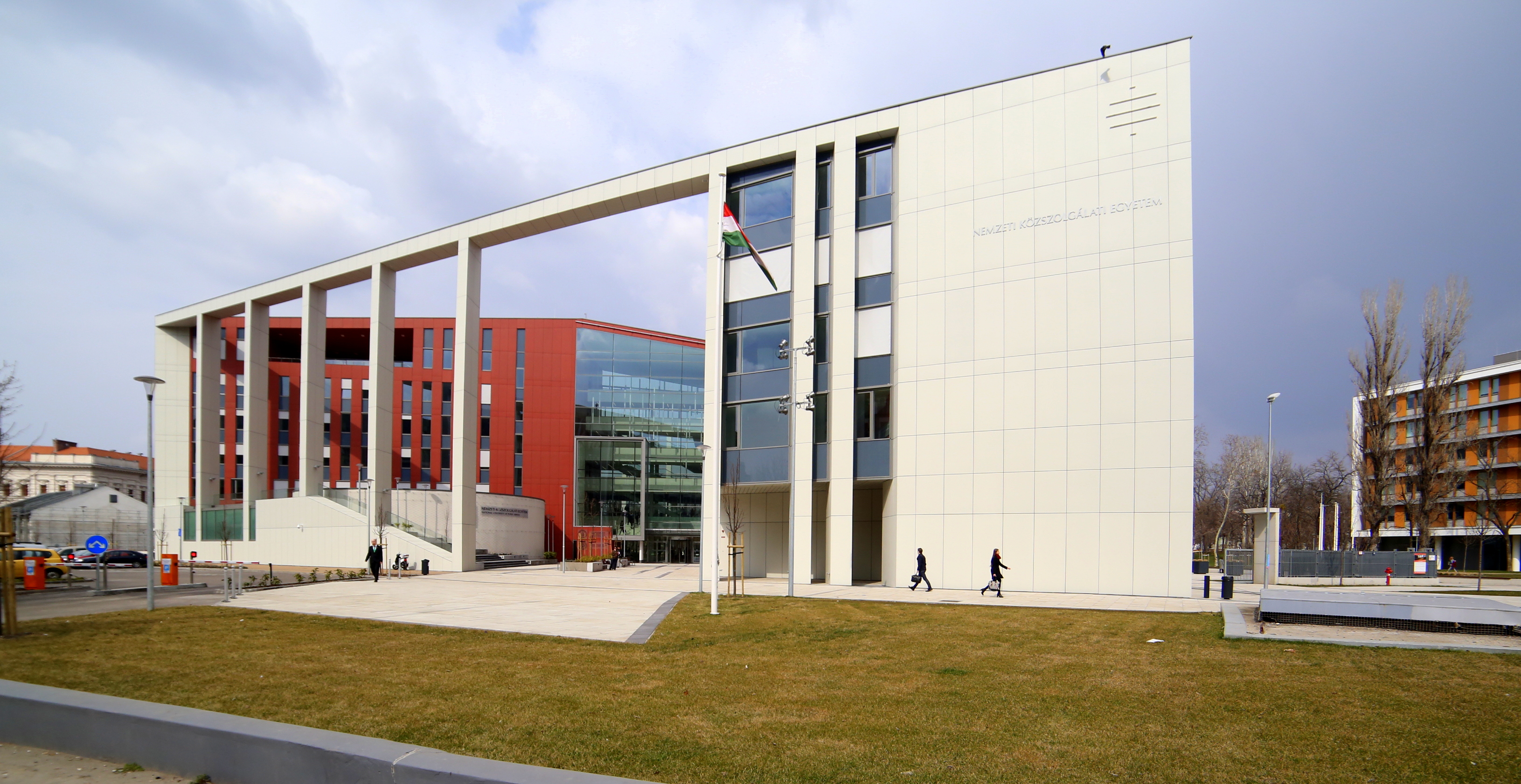
Oktatási Központ, ÁNTK, Üllői út 82.

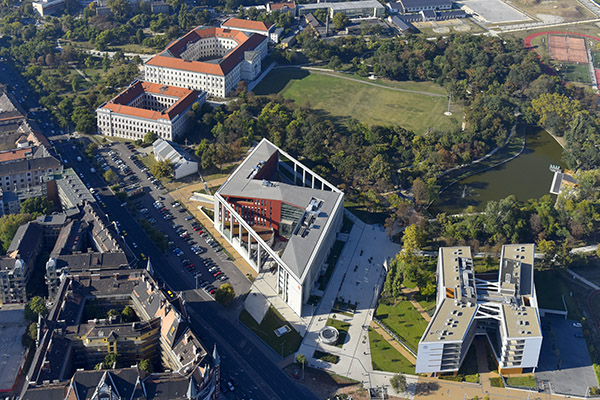
Nemzeti Közszolgálati Egyetem a levegőből

A Nemzeti Közszolgálati Egyetem (rövidítve: NKE) Budapesten, Szolnokon és Baján működő felsőoktatási intézmény, mely a magyar katonai felsőoktatás legmagasabb képzési szintjét nyújtó intézményének, a Magyar Királyi Honvéd Ludovika Akadémiának az utódja, és annak örökségét kívánja ápolni és továbbvinni. 2011-ben alapították a 2011. évi CXXXII. törvény értelmében, és 2012. január 1-jén indult el működése. Az egyetem létrehozása a második Orbán-kormány közigazgatási és igazságügyi miniszterének, Navracsics Tibornak az elképzelése alapján indult el. A kormány tájékoztatása szerint „az intézmény olyan felsőfokú közszolgálati szakembereket fog képezni, akik az »új generációját adhatják annak a jó államnak«, amelynek kialakításán a kormány megalakulása óta dolgozik”.
Az egyetemet a Zrínyi Miklós Nemzetvédelmi Egyetem, a Rendőrtiszti Főiskola és a Budapesti Corvinus Egyetem Közigazgatás-tudományi Karának integrációjával hozták létre. 2017. február 1-jével a bajai Eötvös József Főiskola Vízépítési és Vízgazdálkodási Intézetét, valamint a Vízellátási és Környezetmérnöki Intézetét beolvasztották a Nemzeti Közszolgálati Egyetembe, így létrejött a Víztudományi Kar (VTK). Az intézménynek jelenleg öt kara van: Államtudományi és Nemzetközi Tanulmányok Kar (ÁNTK), Hadtudományi- és Honvédtisztképző Kar (HHK), Rendészettudományi Kar (RTK) és Víztudományi Kar (VTK), Nemeskürty István Tanárképző Kar (NITK). A Nemzeti Közszolgálati Egyetem az állam számára képez honvédtiszteket, rendőrtiszteket, valamint közigazgatási és vízügyi szakembereket, akik a haza szolgálatában végzik munkájukat.
Az NKE fenntartója a Miniszterelnökség.
A HVG 2023-as felsőoktatási rangsora szerint a Nemzeti Közszolgálati Egyetem a 11. legjobb egyetem Magyarországon.

## Története
Az egyetem elődei között tartja számon az 1808. évi VII. törvénycikkel megalapított Magyar Királyi Honvéd Ludovika Akadémiát, melynek épületébe költözött. A Nemzeti Közszolgálati Egyetem egyik legrégebbi és legpatinásabb jogelődje a Magyar Királyi Honvéd Ludovika Akadémia. A katonai tisztképzés intézményét 1808-ban alapították, de története az 1790-es évekig nyúlik vissza. A Ludovika név azonban többet jelent, mint egy intézmény, hiszen nemcsak a nemzeti tisztképzéssel, hanem a magyar nemzeti törekvésekkel, valamint az önálló magyar haderő felállításának és korszerűsítésnek igényével is összekapcsolódott a történelem során.
Az intézmény névadója Habsburg–Estei Mária Ludovika osztrák császárné, magyar és cseh királyné volt, aki a koronázási ajándékából ötvenezer forintot ajánlott fel az alapításra. Emellett gróf Buttler János kezdeményezésére a magyar rendek nyolcszázezer forintot adományoztak az akadémia létrehozására. 1830-ban került sor a Pollack Mihály neoklasszicista építész tervezte akadémia épületének alapkőletételére. Az építési munkálatok 1836-ra befejeződtek, a tisztképzés azonban ekkor még nem indulhatott el. Egészen 1872-ig kellett várni, hogy ténylegesen megkezdje működését a katonai akadémia. Ezt az 1867-es osztrák–magyar kiegyezés tette lehetővé, hiszen a véderőtörvény alapján felállítandó Magyar Királyi Honvédség részére tiszteket kellett biztosítani. 1897-re a Ludovika Akadémia a bécsújhelyi Mária Terézia Akadémiával egyenrangú felsőfokú tanintézetté vált, és az ország első felsőoktatási tanintézményei között tartották számon, ahol korszerű ismeretekkel, gyakorlatias képzéssel oktatták és nevelték a leendő tiszteket. Az első világháború után, 1920 szeptemberében újraindulhatott az oktatás az akadémia falai között, de a trianoni tiltások miatt 1927 márciusáig „rejteni” kellett az intézményt.
A Ludovika Akadémia utolsó tisztavatása 1944. november 15-én, Körmenden, a Batthyány-kastély várkertjében és Hajmáskéren volt, majd az intézmény Németországba települt át, működése pedig 1945. április 25-én megszűnt. A második világháborút követően elkezdődött az enyészet időszaka: az épületben található értékeket széthordták, az egykori épületegyüttest különböző célokra használták. A fedett lovardában az Alfa filmszínház üzemelt, a főépületben évtizedeken át az ELTE Természettudományi Karának egyes tanszékei működtek. Egy 1994-es kormányhatározat alapján a Magyar Természettudományi Múzeum kiállítását és gyűjteményeit is a Ludovika épületeiben helyezték el, a honvédelmi tárca pedig megkapta a kápolnának és a Hősök Csarnokának a használati jogát; a ludovikások oda csak vendégként jártak.
Hosszú út vezetett odáig, hogy a hányatott sorsú épület 2014-től ismét eredeti funkciójában működjön. 2012. január 1-jén létrejött a Nemzeti Közszolgálati Egyetem a Zrínyi Miklós Nemzetvédelmi Egyetem és a Rendőrtiszti Főiskola átalakulásával, valamint a Budapesti Corvinus Egyetemből kiváló Közigazgatás-tudományi Kar csatlakozásával, az érintett intézmények általános jogutódjaként. A kormány 2012 májusában döntött a Ludovika történelmi épületegyüttesének újjáépítéséről, valamint az Orczy-kert megújításáról. A felújított Ludovika főépületet 2014. március 31-én Orbán Viktor miniszterelnök adta át az egyetemi közösségnek. Ezt követően évről évre folyamatosan bővült a Ludovika Campus, amely a többi között új oktatási és kollégiumi épületekkel, valamint sportlétesítményekkel is gyarapodott, de a campusberuházás során mindig figyelemmel voltak a történeti kert értékeinek megőrzésére.
Az egyetem költözése konfliktusokkal volt terhes, miután az épületben működött a Magyar Természettudományi Múzeum és a Raoul Wallenberg Szakközépiskola és Szakiskola, amelyeket a kormány előzetes egyeztetés nélkül szeretett volna onnan kiköltöztetni. A múzeum költöztetése hosszabb időt vesz igénybe, a Raoul Wallenberg Szakközépiskola ugyanakkor demonstrációkkal és tiltakozásokkal érte el, hogy az iskolát diákjaival együtt költöztessék át egy másik épületbe. Az NKE végig azon az állásponton volt, hogy amíg az érintett intézmények sorsa megnyugatóan nem rendeződik, nem hagyják el a Ludovika területét. A Természettudományi Múzeum egy része ma is a Ludovika főépületében kap helyet. Az egyetem beruházását is titkosították, mert az a kormány közlése szerint nemzetbiztonsági adatokat is tartalmaz.
2011 novemberében választották meg Patyi András egyetemi tanárt, a Legfelsőbb Bíróság egykori bíráját az egyetem rektorának, aki emellett a Nemzeti Választási Iroda elnöki tisztét is betölti. Pozíciójában 2016-ban is megerősítették, majd 2018 júliusában lemondott a rektori pozícióról. Patyi András az intézmény első rektoraként kiemelkedő szerepet játszott abban, hogy az Egyetem jelentős fejlődésen menjen át az első éveiben. Kialakult a képzés-oktatás egységes szerkezete, elindult az intézményben a tudományos élet, egyre bővült és fejlődött az infrastruktúra. Patyi András rektori munkája mellett a Nemzeti Választási Bizottság elnöki posztját is betöltötte, de a két pozíció nem jelentett semmilyen hátrányt az intézmény fejlődésére.
2018. szeptember 1-jétől Koltay András lett az NKE rektora. A köztársasági elnök döntése alapján a rektori megbízatás 2018. szeptember 1-jétől 5 év időtartamra szól. Koltay András 2002-ben szerzett jogi diplomát a Pázmány Péter Katolikus Egyetemen, amelynek tanszékvezető oktatója volt. Fő kutatási területe a szólásszabadság, a médiajog és a személyiségi jog. 2019-ig tagja volt a Médiatanácsnak.
2022. február 1-jétől Deli Gergely lett az egyetem rektora, akinek rektori pályázatát egyhangúlag támogatta a Nemzeti Közszolgálati Egyetem szenátusa. A vezetői megbízásra irányuló pályázati eljárást január elején írta ki a Miniszterelnökség, miután a rektori tisztséget előzőleg betöltő Koltay Andrást a Nemzeti Média- és Hírközlési Hatóság elnökévé választották. A posztra egyedüliként pályázó Deli február 1-től öt évig vezetheti az intézményt. Deli jogász, egyetemi tanár, az Alkotmánybíróság főtanácsadója és a győri Széchenyi István Egyetem professzora.
2015. június 1-jén Lázár János Miniszterelnökséget vezető miniszter benyújtott egy javaslatot, miszerint az év őszétől az NKE-n kívül más felsőoktatási intézmény nem indíthat közigazgatási, rendészeti és katonai képzési területen szakokat, valamint ide kerülne át minden államtudományi képzés. A felvetést számos jelentős magyar egyetem dékánjának tiltakozása fogadta, a Magyar Tudományos Akadémia tagjai pedig bojkottálták is az NKE-ben tervezett ülésüket. Az NKE közleményben értetlenségének adott hangot, és közölte, hogy nem a meglévő egyetemek helyett, hanem azok mellett kívánja megteremteni a közszolgálati életpályára alkalmas, az államtudományokban a legszélesebb körben jártas szakemberek képzésének lehetőségét. (Ezt a közleményt viszont Lázár János saját maga cáfolta meg a tíz nappal korábban tett javaslatával.)
Az NKE az együttműködés egyetemeként szoros kapcsolatot alakított ki az elmúlt években számos hazai és nemzetközi felsőoktatási intézménnyel. Igaz ez a magyarországi, jogi képzést folytató intézményekre is, amelyek tevékenységét sohasem kérdőjelezte meg vagy gyengítette, Az NKE többször jelezte, hogy „a széles társadalomtudományi alapokra építő, doktori címmel záródó magyar jogászképzés nemcsak történelmi hagyomány, hanem fontos nemzeti érték a magyar felsőoktatásban, amely megtartása és megerősítése indokolt és szükséges". Az NKE nem az "okleveles jogász" diplomát kiadó és az ehhez szükséges jogászképzést biztosító Állam- és Jogtudományi Karok helyett kíván államtudományi képzést megalapozni, hanem ezek mellett teremti meg a közszolgálati életpályára alkalmas, az államtudományokban a legszélesebb körben jártas szakemberek képzésének lehetőségét.
2015 júliusában derült ki, hogy a kormány a Ludovika Campusának 2015 és 2018 közötti fejlesztésére több mint bruttó harmincmilliárd forintot biztosít a központi költségvetésben. Az NKE Ludovika Campusának fejlesztése egységes és szakmailag is támogatott koncepció alapján valósul meg, ebben a kormányzati támogatásnak kiemelt szerepe van. A sajtóban előszeretettel igyekeznek az NKE–t úgy bemutatni, mint ami kiemelt támogatásokat kap. Ezzel szemben az igazság az, hogy a jogelőd intézmények ingatlanjaira, műszaki feltételeire olyannyira nem költöttek az elmúlt évtizedekben, hogy azok állapota méltatlanná vált a felsőoktatáshoz; 25 év lemaradását pótolta a Ludovika Campus projekttel az állam. A kormány más intézményeknek is biztosított kiemelt támogatást, kezdve az elhibázott PPP konstrukciók kiváltásától a Pécsi Tudományegyetem támogatásáig. Az elmúlt 20-25 évben kormányoktól függetlenül sok fejlesztés történt a felsőoktatásban, és ebbe a sorba végre be tudott lépni a közigazgatási, katonai és rendészeti képzés is. A Ludovika Campus projekttel megújult egy teljes városrész is.
Az intézmény számos hazai és nemzetközi szakembernek, közéleti személyiségnek adományozott különböző elismeréseket, köztük az egyiptomi államfőnek is adott át díszdoktori címet az egyetem rektora. Abdel-Fattáh esz-Szíszi még 2013-ban puccsal döntötte meg demokratikusan megválasztott elődje hatalmát, akit halálra is ítéltek.
2017 februárjában Orbán Viktor miniszterelnök egy interjúban úgy fogalmazott: „Az államtudományi képzés átalakításával olyan közigazgatási tisztségviselőket kell képezni, akik a szakmai tudásuk mellett elkötelezettek a nemzeti érdek képviselete, a morális tartás és a köz szolgálata iránt.” Közölte, szerinte az NKE megalakítása jelentős lépés a közigazgatás reformjában, mert olyan szakembereket képez, akik új generációját adhatják annak az államnak, amelynek felépítésén a kormány megalakulása óta dolgozik – megismételve a kormány hat évvel korábbi véleményét. Hozzátette: „Az NKE-nek van egy olyan erőforrása, amely előreviszi: a hazaszeretet.”
2017 augusztusában a Lázár János miniszterelnökségi és Trócsányi László igazságügyi miniszterek által jegyzett tervezet szerint 2023. január 1-jétől csak az tölthet be vezető pozíciót a közigazgatásban, aki elvégezte a NKE államtudományi mesterképzését. A tervezett törvénymódosítás csak a 2006 előtt szerzett jogászdiplomával rendelkezőket mentesíti az államtudományi képzés elvégzése alól. A törvénytervezet ugyanis csak az állam- és jogtudományi doktori címmel rendelkezőknek ad mentesítést, 2006 óta azonban nem így hívják hivatalosan a jogászdiplomát. Az intézkedést nem felmenő rendszerben léptetnék életbe, vagyis az összes, már hivatalban lévő közszolgálati vezetőnek úgy kell készülnie, hogy meg kell szereznie a papírt 2023-ig, ha meg akarja őrizni pozícióját.
A törvényjavaslat végül lekerült a napirendről; ma a közigazgatásban bármely felsőoktatási diplomával el lehet helyezkedni. A jelentős összegű kormányzati támogatások miatt az egyetemet rendszeresen érik részben politikai jellegű támadások, amelyek azonban néhány esetben teljesen alaptalanok, viszont kismértékben rombolják az egyetem és az ott tanuló hallgatók presztízsét.

## Karok, képzések

### Államtudományi és Nemzetközi Tanulmányok Kar (ÁNTK)
A magyar közigazgatási szakemberképzés évszázados múltra tekint vissza, hiszen például a jogászképzésben már a XVIII. században oktatták a politico-camerális tudományokat. Később hol különvált, hol egy intézményben egyesült a jog- és államtudományi, közigazgatási képzés. A XX. században például a József Nádor Műszaki és Gazdaságtudományi Egyetem közgazdaság-tudományi diplomája államigazgatási munkakörök ellátására is jogosított. A század közepétől a Műegyetem keretein kívülre került a közgazdasági és a közigazgatási képzés, ugyanis előbbi önálló egyetemet kapott, míg az utóbbi megszűnt és beolvadt az állam- és jogtudományi képzésbe. Az Államigazgatási Főiskola az Elnöki Tanács 1977. évi 3. sz. törvényerejű rendeletével alakult meg a felső szintű közigazgatási szakemberképzés érdekében. Azóta kiépült a főiskolai alap-, szak- és továbbképzés teljes vertikuma, és az intézményi integráció nyújtotta lehetőségekre is építve befejeződött az egyetemi szintű közigazgatási szakemberképzés tartalmi kidolgozása.
A magyar közigazgatási szakemberképzés bázisintézménye az 1977-ben alapított Államigazgatási Főiskola, amely az ezredvégi felsőoktatási reform eredményeként a Budapesti Közgazdaságtudományi és Államigazgatási Egyetem Államigazgatási Kara lett 2000-ben. Ezzel megteremtődött a lehetősége az egyetemi szintű közigazgatási képzésnek. 2004. január 1-jétől egy hétkarú integrált intézmény – a Budapesti Corvinus Egyetem – Államigazgatási Karaként működött. 2006-ban a kar egyetemi karrá vált, új neve Közigazgatás-tudományi Kar lett; jelmondata: „Pro publico bono”.
2012-től a Nemzeti Közszolgálati Egyetem része. A kar neve 2016. február elsején Államtudományi és Közigazgatási Kar lett. 2019. augusztus 1-jétől a versenyképesebb, hatékonyabb és átfogóbb képzés nyújtása érdekében összevonták az Államtudományi és Közigazgatási Kart (ÁKK), valamint a Nemzetközi és Európai Tanulmányok Kart (NETK), és létrejött az Államtudományi és Nemzetközi Tanulmányok Kar (ÁNTK). A kar legfőbb célkitűzése olyan szakemberek képzése, akik a tanulmányaik során megszerzett ismeretek és készségek révén magas színvonalon helytállnak a magyar közigazgatási, valamint a külképviseleti és európai uniós intézményekben történő diplomáciai és más nemzetközi feladatok ellátása során is. Az ÁNTK-n végzett hallgatók olyan közigazgatási szakemberek lesznek, akik mind a hazai, mind a nemzetközi adminisztrációs környezetben megállják a helyüket. Az itt szerzett végzettség utat nyit az európai uniós igazgatás, a nemzetközi szervezetek vagy akár a védelmi szektor különböző szintjei felé is.
A karon működő akkreditált alapszakok:
- közigazgatás-szervező (nappali és levelező)
- nemzetközi igazgatási (angol nyelven, nappali)
- nemzetközi igazgatási (magyar nyelven, nappali és levelező)

A karon működő akkreditált osztatlan képzés:
- államtudományi (nappali és levelező)

A karon működő akkreditált mesterszakok:
- fejlesztéspolitikai programmenedzsment (nappali és levelező)
- International Cybersecurity Studies (angol nyelven, nappali)
- International Public Service Relations (angol nyelven, nappali)
- kiberbiztonsági (nappali, levelező)
- kormányzás és vezetés (nappali, levelező)
- közgazdálkodás és közpolitika (nappali, levelező)
- közigazgatási (levelező)
- nemzetközi közszolgálati kapcsolatok (nappali és levelező)
- nemzetközi tanulmányok (angol nyelven, nappali)
- nemzetközi tanulmányok (magyar nyelven, nappali és levelező)

A kar doktori iskolái:
- Hadtudományi Doktori Iskola[31] (HDI)
- Katonai Műszaki Doktori Iskola[32] (KMDI)

### Hadtudományi és Honvédtisztképző Kar (HHK)
A Kar a 2000. január 1-jén a katonai felsőoktatási intézmények integrációjával létrejött Zrínyi Miklós Nemzetvédelmi Egyetem jogutódja.
A katonai vezetők felkészítésének hagyományai a magyar államiság kezdetének időszakára nyúlnak vissza. Akkoriban a nemes ifjak lovagi szellemben történő felkészítése volt a képzés alapja, később a költő és hadvezér Zrínyi Miklós foglalkozott a „hadak vezetésével”. Az Osztrák Birodalomban Mária Terézia óta nagy jelentősége volt a minőségi tisztképzésnek, míg a Magyar Ludoviceum Hadi Académia terve a reformkor gondolatai között született meg. Alapítását az 1808. évi országgyűlés iktatta törvénybe, amelyet napjainkban is sokszor emlegetnek, nem kevésbé a Magyar Királyi Honvéd Hadiakadémia 1920. szeptember 27-i megalakulását, amely már a Hungária körúti bázison végezte a tisztképzést és lett a Zrínyi Miklós Nemzetvédelmi Egyetem (ZMNE) jogelődje. A költő és hadvezér nevét viselő intézmény 2000 és 2012 között működött. Magyarország egyetlen katonai felsőoktatási intézményében két karon, a Kossuth Lajos Hadtudományi Karon és a Bolyai János Hadmérnöki Karon folyt a honvédtisztképzés, valamint civil biztonság- és védelempolitikai, nemzetbiztonsági, védelmi igazgatási, biztonságtechnikai mérnök, büntetés-végrehajtási nevelők képzése. Az egyetemen két doktori iskola, a Hadtudományi Doktori Iskola és a Hadmérnöki Doktori Iskola működött. A képzés két kampuszon, a budapesti Hungária körúton, valamint Szolnokon zajlott. A ZMNE 2012. január 1-jével egyetemi karként integrálódott a létrejövő Nemzeti Közszolgálati Egyetembe Hadtudományi és Honvédtisztképző Kar néven.
A Hadtudományi és Honvédtisztképző Kar (HHK) a fenntartó igényeinek megfelelően a Magyar Honvédség haderőnemei számára képez katonai vezetőket, parancsnokokat. A kar a több mint kétszáz éves magyar nyelvű tisztképzés hagyományait megőrizve, ugyanakkor a 21. század kihívásainak eleget téve végzi a honvéd tisztjelöltek szakmai felkészítését, a Magyar Honvédség személyi állományának át- és továbbképzését. A korszerű ismeretek átadásán túl a HHK nagy hangsúlyt fektet a hallgatók haza iránti elkötelezettségének növelésére és a katonai hagyományok ápolására.
A képzés során a tisztjelöltek olyan rendszerszemléletű ismereteket, készségeket és képességeket sajátíthatnak el, amelyek alkalmassá teszik őket első tiszti beosztásuk ellátására, önálló szakmai továbbképzésre, az előmeneteli rendben következő beosztások hosszú távú megalapozására. A honvéd tisztjelöltek a Magyar Honvédség tényleges állományú tagjaiként a Magyar Honvédség Ludovika Zászlóalj állományában teljesítenek katonai szolgálatot.
A karon működő akkreditált alapszakok:
- állami légiközlekedési [állami légijármű-vezető] (nappali)
- állami légiközlekedési [katonai repülésirányító] (nappali)
- állami légiközlekedési [katonai repülőműszaki] (nappali)
- katonai infokommunikáció (nappali)
- katonai logisztika (nappali)
- katonai nemzetbiztonsági (levelező)
- katonai vezetői (nappali)
- nemzetközi biztonság- és védelempolitikai (nappali)

A karon működő akkreditált mesterszakok:
- katonai műveleti logisztika (nappali)
- katonai nemzetbiztonsági (levelező)
- katonai üzemeltetés (nappali)
- katonai vezetői (nappali)
- nemzetközi biztonság- és védelempolitikai (nappali és levelező)
- védelmi infokommunikációs rendszertervező (levelező)

2013-tól elindult a Karon a doktori képzés, a Közigazgatás-tudományi Doktori Iskola, mely hazánk első és egyetlen ilyen profilú doktori iskolája, amely a közigazgatás-tudomány területén különböző képzési formákban biztosítja a doktoranduszok tudományos pályára való felkészítését. Kutatási területei átfogják az állam- és közigazgatás-történetet, a jogtudományt, a közigazgatási szervezéstant és szociológiát, a gazdaságtudományokat, az államtudományokat és kormányzástant, a nemzetközi és európai tanulmányokat, valamint a közigazgatás személyi állományát.
A Kar jelenleg a Nemzeti Közszolgálati Egyetem új Oktatási Épületében helyezkedik el, amely Budapesten, az Üllői út 82. szám alatt található.

### Nemeskürty István Tanárképző Kar (NITK)
A Nemeskürty István nevét viselő tanárképző kar működése 2024. augusztus 1-jén indult a Nemzeti Közszolgálati Egyetemen (NKE). A leendő tanárszakos hallgatókat 2025-től fogadó új karon a pedagógusképzés széles spektruma megtalálható lesz, emellett bölcsészettudományi képzés is indul. Az egyetem feladata a magyar állam működtetésében legfontosabb szerepet vállaló szakemberek képzése, a tanári pálya pedig éppúgy e közszolgálat része, mint az egyetem által oktatott többi hivatás.
Az NKE tanárképzését választók olyan gyakorlatorientált, mentortanárok által támogatott, kiscsoportos képzésben részesülnek, amelynek keretében egyaránt van lehetőség tanár- és bölcsészdiploma megszerzésére. Kiemelt cél az is, hogy az egyetem képzésein végző tanárok, pedagógusok korszerű, időtálló, egyben identitáserősítő tudást adjanak át a diákjaiknak, és az oktatási feladatokon túl élen járjanak a közösségszervezésben. Az NKE nem csupán oktatási helyszínként fog funkcionálni, hanem a köznevelés igényei szerinti módszertani központ is lesz: a jövő tanárainak oktatásán túl tudományos kutatásokat is végez majd a tanárképzés és tanár-továbbképzés támogatására. Az NKE a nemzetköziesítési folyamatai révén megszerzett tapasztalatokat és tudást is beépíti mind az oktatásba, mind a kutatásba.
Az NKE tanárképzést biztosító legújabb kara Nemeskürty István tanár, Széchenyi-díjas és Kossuth-nagydíjas író, irodalom- és filmtörténész nevét viseli, tisztelegve öröksége, valamint az általa képviselt értékek előtt.
A karon működő akkreditált alapszakok:
- anglisztika (nappali)
- kommunikáció- és médiatudomány (nappali)
- magyar (nappali)
- óvodapedagógus (nappali)
- tanító (nappali)
- történelem (nappali)

A karon működő akkreditált osztatlan képzések:
- osztatlan tanári [10 félév [angol nyelv és kultúra tanára; magyar nyelv és irodalom szakos tanár]] (nappali)
- osztatlan tanári [10 félév [angol nyelv és kultúra tanára; német nyelv és kultúra tanára]] (nappali)
- osztatlan tanári [10 félév [angol nyelv és kultúra tanára; történelemtanár]] (nappali)
- osztatlan tanári [10 félév [földrajztanár; történelemtanár]] (nappali)
- osztatlan tanári [10 félév [magyar nyelv és irodalom szakos tanár; német nyelv és kultúra tanára]] (nappali)
- osztatlan tanári [10 félév [magyar nyelv és irodalom szakos tanár; történelemtanár]] (nappali)
- osztatlan tanári [10 félév [német nyelv és kultúra tanára; történelemtanár]] (nappali)
- osztatlan tanári [10 félév [természettudomány-környezettan szakos tanár]] (nappali)

A karon működő akkreditált mesterszak:
- kommunikáció- és médiatudomány (nappali)

### Rendészettudományi Kar (RTK)
A modern rendőrtisztképzés kialakulásának kezdete az 1867-es kiegyezést követő időszakra tehető. A dualizmus korában jött létre a magyar rendvédelem, amely a térség rendvédelmi hagyományain és nyugat-európai tapasztalatokon alapult. A képzés a kezdeti tanfolyam jelleg után egyre szervezettebb formát öltött, a trianoni békediktátum után, 1920-ban megkezdődött a rendőri szakoktatás teljes körű kiépítése is. A békeparancs aláírása előtt az 5047/1919. ME sz. rendelettel államosították a rendőrséget, és ezzel létrehozták a magyar állami rendőrséget. A képzés igazodott ehhez, a következő évtizedekben többféle iskola működött. Az 1960-as években aztán a bűnözés változása és az egyre növekvő feladatok szükségessé tették egy képzettebb rendőrtisztállomány létrehozatalát, melynek alapja a rendőrtisztképzés főiskolai szintre való emelése volt. A Belügyminisztérium 1970. május 28-án határozott a Rendőrtiszti Főiskola (RTF) létrehozásáról; az intézmény 1971. szeptember 1-jén kezdte meg működését. A felvett hallgatók a tanulmányaik befejezése után államvizsgát tettek és oklevelet kaptak. A képzés később a rendvédelem mellett katasztrófavédelmi, gazdaságvédelmi és a civil biztonsági szférára is kiterjedő szakokkal bővült, és megalapozta a jogutód, az NKE Rendészettudományi Karának (RTK) képzési portfólióját. A Rendőrtiszti Főiskola 2012. január 1-jén, az NKE megalakulásakor lett annak Rendészettudományi Kara.
Magyarországon kizárólag a Nemzeti Közszolgálati Egyetem Rendészettudományi Karán (RTK) képeznek rendészeti felsőfokú végzettséggel rendelkező szakembereket, így a hazai felsőoktatásban ez a képzés egyedülálló. Az intézményben eltöltött évek alatt nemcsak a hivatástudat és a szakértelem erősödik a hallgatókban, hanem magas színvonalú tudásra is szert tehetnek, továbbá elsajátíthatják az elvárt magatartásformákat, mellyel felkészülten és elhivatottan tudnak majd helytállni a rendészeti szerveknél.
A Nemzeti Közszolgálati Egyetem Katasztrófavédelmi Intézete (KVI) a Belügyminisztérium Országos Katasztrófavédelmi Főigazgatóság (BM OKF) szakmai felügyelete mellett 2012. január 1-jén alakult meg. A Rendészettudományi Kar (RTK) részeként működő intézet három egyetemi tanszéket – Katasztrófavédelmi Műveleti Tanszék, Tűzvédelmi és Mentésirányítási Tanszék, Iparbiztonsági Tanszék –, valamint egy Oktatásszervezési Osztályt foglal magában. Az intézet az egyetem Hungária körúti campusán működik, képzéseit a Rendészettudományi Kar (RTK) hirdeti meg.
A Katasztrófavédelmi Intézet olyan felsőoktatási portfóliót kínál, amely az alapképzéstől a doktori képzésig, a hivatásos katasztrófavédelmi szervezetek és a gazdasági szereplők igényeinek megfelelően biztosítja a szakemberek utánpótlását. 2013-tól új katasztrófavédelem alapszak indult, ahol a fiatalok a katasztrófavédelmi műveleti szakirány, tűzvédelmi és mentésirányítási szakirány, valamint az iparbiztonsági szakirány közül választhatnak. A 2016/2017. tanévtől elindult a kétéves katasztrófavédelem mesterképzés is, mely integrálja a katasztrófavédelem alapképzési szak szakirányait, és a képesítésnél a vezetői képességek kompetenciái dominálnak.
A Rendészettudományi Karon (RTK) végzettek iránt hosszú távon is prognosztizálható a kereslet, hiszen folyamatos a megrendelői igény a rendészeti ágazat szervei, így különösen a Rendőrség, a Büntetés-végrehajtási Szervezet, az Országos Katasztrófavédelmi Főigazgatóság, az Országos Idegenrendészeti Főigazgatóság, a Nemzeti Adó- és Vámhivatal, a polgári nemzetbiztonsági szolgálatok, valamint a magánbiztonsági és az önkormányzati rendészeti szféra részéről.
A hivatásos állományban lévők az alapképzést követően államilag támogatott rendészeti vezető mesterképzésre jelentkezhetnek, akik a későbbiekben akár az igazságügyi, az önkormányzati és a pénzügyi ágazatban, a büntetés-végrehajtás, a rendőrség, valamint a Nemzeti Adó- és Vámhivatal, a polgári nemzetbiztonsági szolgálatok és a civil biztonság területen is el tudnak helyezkedni.
A karon működő akkreditált alapszakok:
- büntetés-végrehajtási (nappali és levelező)
- bűnügyi [bűnüldözési] (nappali)
- bűnügyi [gazdasági nyomozó] (nappali)
- bűnügyi [kiber nyomozó] (nappali)
- bűnügyi igazgatási [bűnügyi hírszerző] (levelező)
- bűnügyi igazgatási [bűnügyi nyomozó] (nappali és levelező)
- bűnügyi igazgatási [gazdaságvédelmi nyomozó] (levelező)
- bűnügyi igazgatási [informatikai nyomozó] (levelező)
- katasztrófavédelem [iparbiztonsági] (nappali és levelező)
- katasztrófavédelem [katasztrófavédelmi műveleti] (nappali és levelező)
- katasztrófavédelem [tűzvédelmi és mentésirányítási] (nappali és levelező)
- magánbiztonsági (nappali és levelező)
- pénzügyi rendészeti [pénzügyi nyomozói] (nappali és levelező)
- pénzügyi rendészeti [vámigazgatási és rendészeti] (nappali és levelező)
- polgári nemzetbiztonsági (levelező)
- rendészeti [bevándorlási] (nappali)
- rendészeti [határrendészeti rendőr] (nappali)
- rendészeti [igazgatásrendészeti rendőr] (nappali)
- rendészeti [közlekedésrendészeti rendőr] (nappali)
- rendészeti [közrendvédelmi rendőr] (nappali)
- rendészeti igazgatási [határrendészeti] (levelező)
- rendészeti igazgatási [idegenrendészeti] (levelező)
- rendészeti igazgatási [igazgatásrendészeti] (levelező)
- rendészeti igazgatási [közlekedésrendészeti] (levelező)
- rendészeti igazgatási [közrendvédelmi] (nappali és levelező)
- tűzvédelmi mérnöki (nappali és levelező)

A karon működő akkreditált mesterszakok:
- biztonsági szervező (levelező)
- katasztrófavédelem (levelező)
- kriminalisztika [rendészeti] (levelező)
- polgári nemzetbiztonsági (levelező)
- rendészeti vezető (levelező)

Az egyetem Rendészettudományi Doktori Iskolája (RDI) a rendészettudomány területén különböző képzési formákban biztosítja a doktoranduszhallgatók tudományos pályára való felkészítését. A képzés kutatásalapú ismeretekre épül, és célja, hogy segítse a tudásalapú rendészeti kultúra elterjesztését. Kutatási területei közé tartozik az általános rendészetelmélet, a rendészettörténet, a nemzetbiztonság és rendészet, a szakrendészetek, a rendészet európai uniós és nemzetközi vonatkozásai, a rendészet jogi, kriminológiai, kriminalisztikai és társadalomtudományi aspektusai

### Víztudományi Kar (VTK)
Az Országos Vízügyi Főigazgatóság 1962. szeptember 1-jén bajai székhellyel megalapította a Felsőfokú Vízgazdálkodási Technikumot. A felsőfokú technikumok működését illetően az 1960-as évek végén jelentős változások (összevonás, megszűnés) történtek. Ezeknek a változásoknak a részeként 1970/1971. tanévtől kezdődően a képzés a Budapesti Műszaki Egyetem Vízgazdálkodási Főiskolai Karaként folytatódott. A tanulmányaikat eredményesen befejező hallgatók ekkor már nem szaktechnikusi, hanem üzemmérnöki diplomát vehettek át. A felsőoktatás korszerűsítésének következő lépcsője a Kar – 1979. január 1-jétől a Pollack Mihály Műszaki Főiskola (PMMF) oktatási szervezeti egységévé vált, Vízgazdálkodási Intézet néven, majd 1994. július 1-jétől a PMMF Vízgazdálkodási Tagozataként a Pécsi Egyetem szervezeti egységeként. 1996. június 1-jén a Tagozat kivált a Pécsi Egyetemből. A felsőoktatási integrációs törekvések eredményeként Baja város két felsőoktatási intézménye a 125 éves múlttal rendelkező Eötvös József Tanítóképző Főiskola és a PMMF Vízgazdálkodási Tagozata egyesült, és Eötvös József Főiskola néven közös szervezeti keretek között működött tovább. A főiskola Műszaki Fakultása az 1962-ben alapított Felsőfokú Vízgazdálkodási Technikum jogutódja. A fakultás 2010-ben Eötvös József Főiskola, Műszaki és Közgazdaságtudományi Karként működött tovább. A Nemzeti Közszolgálati Egyetem Víztudományi Kar 2017. február 1-jén az Eötvös József Főiskola Vízellátási és Környezetmérnöki Intézetének, valamint Vízépítési és Vízgazdálkodási Intézetének a Nemzeti Közszolgálati Egyetembe történő beolvadásával jött létre.
A Nemzeti Közszolgálati Egyetem Víztudományi Kara a vízügyi ágazat egyik legfontosabb utánpótlási bázisa; képzése országos hírű és jelentőségű. Az építőmérnöki, környezetmérnöki és vízügyi üzemeltetési mérnöki alapképzési szakokon a 21. század legnagyobb környezeti és társadalmi kihívására, a globális éghajlatváltozásból eredő vízhiány és a vízgazdálkodás egyéb problémáinak kezelésére képeznek szakembereket. A jövő vízgazdálkodása ugyanis alapvetően meghatározza majd a világ és benne hazánk gazdasági teljesítőképességét, élelmiszerbiztonságát, környezeti állapotát és a lakosság életminőségét is, így a vízügyi szakma az a kulcsfontosságú terület, ami nélkülözhetetlen mindaddig, amíg a víz a földi lét alapját jelenti.
A képzések helyszíne Baja, ahol az egyetem korszerű oktatási infrastruktúrával – vízügyi technológiai eljárások oktatására alkalmas oktatóhelyekkel, laboratóriumokkal, mérőműszerekkel – és jól felszerelt, modern kollégiummal rendelkezik. A VTK-hoz tartoznak a Kelet-Mecsekben, Magyaregregyen és a Duna partján, Érsekcsanádon található mérőtelepek, amelyek a vízgyűjtőfeltárás és a nagyvízi mérések oktatásának helyszínéül szolgálnak.
A karon működő akkreditált alapszakok:
- építőmérnöki (nappali és levelező)
- környezetmérnöki (nappali és levelező)
- vízügyi üzemeltetési mérnöki (nappali és levelező)

A karon működő akkreditált mesterszakok:
- nemzetközi vízpolitika és vízdiplomácia (angol nyelven, nappali és levelező)
- vízkárelhárítási (nappali és levelező)

## Kurzusok
Diplomataképző Program
A magas szintű elméleti és gyakorlati képzést nyújtó Diplomataképző Program a Külgazdasági és Külügyminisztérium és a Nemzeti Közszolgálati Egyetem szoros együttműködésében valósul meg, versenyképes tudást kínálva mindazoknak, akik a magyar diplomáciai karban kívánnak dolgozni, és a magyar nemzeti és gazdasági érdekeket akarják képviselni a világban. Az egyéves kurzus helyszínét a Nemzeti Közszolgálati Egyetem biztosítja a Ludovika Campuson, ahol a felvételt nyert hallgatók többek között a külügyi tevékenység szempontjából fontos szakmai és nyelvi ismereteket sajátíthatnak el, valamint számos készségfejlesztő kurzuson vehetnek részt és szimulációs gyakorlatok részesei lehetnek.
Nemzetek Európája Karrierprogram
2020 szeptemberében indult a Nemzetek Európája Karrierprogram, melyet a Nemzeti Közszolgálati Egyetem az Igazságügyi Minisztériummal együttműködve valósít meg azzal a céllal, hogy növelje az európai uniós intézményeknél sikeresen pályázó és elhelyezkedő, megfelelő szakpolitikai ismeretekkel rendelkező magyar szakemberek számát. A program igazi mérföldkőnek számít az európai uniós karrierre készülők támogatásában, hiszen egyszerre kínálja az elméleti ismeretek elmélyítését és a gyakorlat első kézből, szakemberek útján történő átadását. A hat hónapos képzésben a készségfejlesztésre és a szakirányú nyelvismeret fejlesztésére is kiemelt figyelmet fordítanak.
Ludovika Collegium
A Ludovika Collegium a közigazgatás számára képez vezetőket. A 2021. februárban induló program kiemelt ösztöndíjat és személyre szabott képzést nyújt, amelynek célja, hogy a világról felelősen gondolkodó, stratégiai szemléletű, közérdeket szem előtt tartó szakemberek kerüljenek a közigazgatásba. Egyetemközi szakmai műhely, interdiszciplináris hallgatói közösség, amelyben az eltérő tudományos háttérrel rendelkező hallgatók egymást is inspirálják. Az itt tanuló leendő vezető szakemberek magas minőségű, naprakész, új szemléletmódokat alkalmazó tehetséggondozási programban vehetnek részt. A magyar közigazgatás eredményessége szempontjából fontos, hogy szakmailag felkészült, képzett, idegen nyelven jól beszélő szakemberek segítsék a közpolitikai döntések előkészítését, alternatívák kidolgozását és a programok megvalósítását.

## Kutatóközpontok, intézetek
A Nemzeti Közszolgálati Egyetemen 2019-től már nem működnek karközi intézetek, azok tevékenységüket valamely kar vagy a közben létrejött Eötvös József Kutatóközpont részeként végzik.
Eötvös József Kutatóközpont (EJKK)
A Nemzeti Közszolgálati Egyetem Eötvös József Kutatóközpontja (a továbbiakban: EJKK) 2019. február 1-jén alakult meg, a rektor felügyeletével és az igazgató vezetésével működik. Az EJKK az Egyetem kiemelt stratégiai kutatásainak központi szintű szervezését ellátó, kutatóintézeteket működtető kutatási szervezeti egysége. AZ EJKK a kiemelt stratégiai kutatásokat folytató kutatóintézetein keresztül meghatározott területeken stratégiai szintű, multidiszciplináris kutatásokat folytat, mely kutatások tudományos eredményei beépülnek a karok oktatási tevékenységébe, általában véve gazdagítják az Egyetem kutatási tevékenységét, és erősítik az együttműködést más felsőoktatási, valamint tudományos intézmények kutatóival. Küldetése továbbá, hogy báró Eötvös József államtudományi munkásságának eredményeit a mai kor számára átörökítse, szellemi hagyatékát ápolja.
További intézetek:
Közigazgatási Továbbképzési Intézet
A közigazgatásban foglalkoztatott köz-, illetve kormánytisztviselők a közszolgálati életpályájuk során a jogszabályban meghatározott módon jogosultak előmenetelre. A jogszabályban meghatározott besorolási fokozatba lépéshez, illetve az álláshely betöltéséhez szükséges azonban, hogy a tisztviselő a számára előírt képzéseket vagy vizsgákat teljesítse.
John Lukacs Intézet
2024. január 1-jével a Nemzeti Közszolgálati Egyetemen (NKE) az Eötvös József Kutatóközpont égisze alatt, az egyetem három korábbi intézetéből (Amerika Kutatóintézet, Stratégiai Tanulmányok Intézete, Stratégiai Védelmi Kutatóintézet) létrejött a John Lukacs Intézet.
Az intézet névadója, John Lukacs magyar származású történész szellemi hagyatéka felbecsülhetetlen érték az egyetemes történettudomány számára. A pennsylvaniai Chestnut Hill College történelem tanszékének legendás oktatójaként, valamint a Columbia, Johns Hopkins és a Princeton egyetemek vendégprofesszoraként 1946-tól a 2019-ben bekövetkezett haláláig Lukacs több generációt tanított, és gondolkodásával, írásaival hatással volt mind az amerikai, mind az európai történészi és politikai gondolkodásra. Egész életútja során éleslátó módon reagált a nemzetközi politikai rendszer fejleményeire és a nagyhatalmi viszonyok változásaira.
A John Lukacsról elnevezett intézet ezzel összhangban arra törekszik, hogy kutatási eredményei, publikációi magyar szemszögből segítsenek megérteni a napjainkban felerősödő nagyhatalmi versengés stratégiai kérdéseit, a nemzetközi politika, köztük kiemelten a transzatlanti kapcsolatok mozgatórugóit, illetve a nemzetközi biztonságpolitikai kihívásokat. Egyetemi intézetként fontos hangsúlyt kap, hogy ezek az eredmények szervesen beépüljenek az egyetemi és a nemzetközi tudományos, kutatási és oktatási szféra vérkeringésébe.

## Magyarországi egyetemek rangsorában

### HVG TOP 10 magyar egyetem
| 2019 | 2020 | 2021 | 2022 | 2023 | 2024 |
| ---- | ---- | ---- | ---- | ---- | ---- |
| 9    | 10   | –    | 10   | –    | –    |

## Az egyetemet övező konfliktusok
2017 áprilisában nyilvánosságra hozták, hogy az Európai Bizottság jelentős túlszámlázásokat talált a Nemzeti Közszolgálati Egyetem és a kormányhivatalok egyik közös projektjénél. Ezen program célja az állami és az önkormányzati hivatalnok képzés megújítása, evégből a részt vevő szervek tananyagot fejlesztenek ki, valamint megújítják a teljes közszolgálati továbbképzési rendszert. Az Európai Bizottság 2016-ban vizsgálta a projekt elszámolási tervét, levelükben többek között kifogásolták az előkészítésre és a személyi költségekre fordítandó összeget, de túlárazottnak találták a képzési költségeket, az oktatási helyiségek bérlésének anyagi vonzatát, valamint a képzéseken résztvevők élelmezésének költségeit is. A Miniszterelnökség megerősítette, hogy a Bizottság a különböző projektelemek költségvonzatának áttekintését és indoklását kérte az irányító hatóságtól.
A Nemzeti Közszolgálati Egyetem vezetői egy 2017 májusában tételesen cáfolták az intézményt ért vádakat. Elhangzott, hogy az NKE más magyar és külföldi felsőoktatási intézményekkel, kutatóműhelyekkel, közigazgatási szervekkel, partnerintézményekkel együttműködésben valósította meg a KÖFOP-projekteket, amelyeken csaknem ezer oktató és adminisztratív munkatárs dolgozott.  Az egyetem a 2018 végéig tartó projektben 82 ezer tisztviselő képzését vállalta el, egyénenként átlagosan 30 óra egyéni fejlesztési program keretében. A fejlesztés révén Európa legnagyobb és leginkább innovatív felnőttképzési rendszere jön létre a közszolgálati szektorban. Padányi József akkori tudományos rektorhelyettes, projekt szakmai vezető szerint a megjelent hírekkel és vádakkal szemben nem történt semmilyen szabálytalanság a pályázatokkal kapcsolatban. Az NKE szakmailag megalapozott pályázati kérelmét szabályosan adta be az irányító hatóságnak. A pályázati kérelmet az NKE szenátusa támogatta és a fenntartói testület is jóváhagyta. Minden egyes pénzügyi tétel az irányító hatóság által engedélyezett, továbbá minden fejlesztés a fenntartói testület jóváhagyásával, rendszeres ellenőrzésével zajlik. A projektekkel kapcsolatban az Európai Bizottság február 27-én levélben tett fel kérdéseket a KÖFOP magyarországi irányító hatóságának, a Miniszterelnökségnek. Erre a magyar szervezet 60 napos határidővel meg is küldte a válaszát. Ezen felül levélben kérték a bizottságot, hogy határolódjanak el az egyetem elleni rágalmaktól – mondta a rektorhelyettes, aki kiemelte: a bizottság minden tény birtokában van, semmilyen konkrét problémát, észrevételt nem tárt fel. A projekt másik vezetője, Kis Norbert az eltúlzott, aránytalan költségekről szóló vádakat utasította vissza tételesen. A vádakkal szemben a tény az, hogy például hasonló nyugat-európai fejlesztésekkel összehasonlítva is az egyik legolcsóbb és legköltséghatékonyabb fejlesztést valósítja meg az NKE – jegyezte meg a dékán. Példaként említette, hogy a tisztviselők 30 órás fejlesztése – egyénenként 350 ezer forint – körülbelül fele annyiba kerül, mint más nyugat-európai országok hasonló képzései.
Az egyetem Hadtudományi és Honvédtisztképző Karának 2019. március 15-ei ünnepségén az egyik versmondó fellépő kisiskolás verséből (Petőfi Sándor: Magyar vagyok) utólagosan ki akarták hagyni a vers utolsó versszakát. Az NKE a sajtóhoz eljuttatott közleményében kitér arra, hogy a Hadtudományi és Honvédtisztképző Kar március 14-ei ünnepi állománygyűlésének programjában szerepelt általános iskolás gyermekek szereplése, versmondása is. Az esemény szervezői úgy állították össze a teljes programot, hogy az ünnepi megemlékezés a honvédtisztképzés hagyományait, annak történelmi jellegzetességeit minél jobban megjelenítse, kidomborítsa. Ezért döntöttek úgy, hogy Petőfi Sándortól olyan verset mondjon el a diák, amely sokkal inkább illeszkedik a tiszti tradíciókhoz. A választás A honvéd című versre esett, aminek felolvasását azonban a diák állítólag nem vállalta. A szervezők sajnálják, ha ez benne esetlegesen rossz érzéseket kelthetett, de minden esetben a szervezőké a felelősség a rendezvény tartalmának kialakításáért és megfelelő lebonyolításáért- olvasható a közleményben.
2024. május 7-én nagy diplomáciai port vert fel, hogy az egyetem meghívta Mahmud Ahmadinezsád volt iráni elnököt, aki zártkörű előadások megtartására érkezett Budapestre. A meghívást az intézmény eltitkolta nemcsak a sajtó, de még a saját dolgozói elől is, érdemi információk csak az iráni sajtóban jelentek meg az eseményről. Ahmadinezsád az iráni tudósítások szerint a globális társadalmi és környezetvédelmi kihívások témájában adott elő „Közös értékek a globális környezetben” címmel, majd jó hangulatú találkozón vett részt Deli Gergely rektorral és az egyetem vezetésével. Az antiszemita kijelentéseivel elhíresült korábbi elnök látogatása miatt az izraeli nagykövetség közleményben tiltakozott, mondván a meghívás a holokauszt áldozatainak emlékét sérti. Utóbbi értesülések szerint a volt elnök valamilyen tárgyalást is folytatott Magyarországon, de ez ügyben is mindent titkosítottak.